# Saved (album)
Pour les articles homonymes, voir Saved.
Albums de Bob Dylan
Slow Train Coming
(1979) Shot of Love
(1981)
Saved est un album de Bob Dylan sorti en 1980. L'album est de style rock chrétien. C'est le deuxième album de sa période chrétienne born again. 

## Historique
L'album explore des thèmes chrétiens, comme dans Slow Train Coming. Cependant, il eut beaucoup moins de succès que ce dernier, tant du point de vue des ventes que des critiques, qui éreintèrent l'album pour ses paroles en forme de sermon.
La pochette originale de l'album, réalisée par Tony Wright, représentait la main de Dieu descendant du ciel pour toucher les mains de ses fidèles. En raison du ton fortement religieux de cette pochette, elle fut parfois remplacée par une photographie de Dylan sur scène.

## Titres
Toutes les chansons sont écrites et composées par Bob Dylan, sauf indication contraire.
| 1.    | A Satisfied Mind       | Hayes, Rhodes   | 1:57 |
| 2.    | Saved                  | Drummond, Dylan | 4:00 |
| 3.    | Covenant Woman         |                 | 6:02 |
| 4.    | What Can I Do For You? |                 | 5:54 |
| 5.    | Solid Rock             |                 | 3:55 |
| 6.    | Pressing On            |                 | 5:11 |
| 7.    | In the Garden          |                 | 5:58 |
| 8.    | Saving Grace           |                 | 5:01 |
| 9.    | Are You Ready?         |                 | 4:41 |
| 42:39 |                        |                 |      |

## Musiciens
- Bob Dylan – guitare, chant, harmonica, claviers
- Tim Drummond – guitare basse
- Terry Young – claviers, chant
- Jim Keltner – batterie
- Spooner Oldham – claviers
- Fred Tackett – guitare
- Monalisa Young, Carolyn Dennis, Regina Havis, Clydie King – chant

## Production
- Barry Beckett – producteur
- Jerry Wexler – producteur
- Paul Wexler – mastering
- Tony Wright – composition artistique
- Gregg Hamm – ingénieur
- Mary Beth McLemore – assistant ingénieur
- Bobby Hata – Mastering
- Arthur Rosato – photographie